# Bhilangna
Die Bhilangna ist ein linker Nebenfluss der Bhagirathi im indischen Bundesstaat Uttarakhand. 
Die Bhilangna wird vom Khatling-Gletscher auf einer Höhe von etwa 3950 m gespeist. Von dort fließt sie in südsüdwestlicher Richtung durch das Gebirgsmassiv der Gangotri-Gruppe.
Nach etwa 55 km, unterhalb der Ortschaft Ghansali, mündet die Balganga, wichtigster Zufluss der Bhilangna, rechtsseitig in den Fluss.
Der Unterlauf der Bhilangna wird von der 261 m hohen Tehri-Talsperre über eine Länge von 10 Kilometern aufgestaut. Die Bhilangna hat eine Länge von etwa 75 km, wobei der unterste Abschnitt bei Normalstau einen Teil des Stausees bildet.
Entlang dem Flusslauf der Bhilangna führt eine Trekking-Route in die Berge.